# Stone Sour/Diskografie
Diese Diskografie ist eine Übersicht über die musikalischen Werke der US-amerikanischen Rockband Stone Sour. Den Schallplattenauszeichnungen zufolge hat sie bisher mehr als 4,3 Millionen Tonträger verkauft, davon alleine in ihrer Heimat über drei Millionen. Ihre erfolgreichste Veröffentlichung ist die Single Through Glass mit über 1,5 Millionen verkauften Einheiten.

## Alben

### Studioalben
| Jahr | Titel Musiklabel                                        | Höchstplatzierung, Gesamtwochen, AuszeichnungChartplatzierungen (Jahr, Titel, Musiklabel, Platzierungen, Wochen, Auszeichnungen, Anmerkungen) | Höchstplatzierung, Gesamtwochen, AuszeichnungChartplatzierungen (Jahr, Titel, Musiklabel, Platzierungen, Wochen, Auszeichnungen, Anmerkungen) | Höchstplatzierung, Gesamtwochen, AuszeichnungChartplatzierungen (Jahr, Titel, Musiklabel, Platzierungen, Wochen, Auszeichnungen, Anmerkungen) | Höchstplatzierung, Gesamtwochen, AuszeichnungChartplatzierungen (Jahr, Titel, Musiklabel, Platzierungen, Wochen, Auszeichnungen, Anmerkungen) | Höchstplatzierung, Gesamtwochen, AuszeichnungChartplatzierungen (Jahr, Titel, Musiklabel, Platzierungen, Wochen, Auszeichnungen, Anmerkungen) | Anmerkungen                                                |
| Jahr | Titel Musiklabel                                        | DE | AT | CH | UK | US | Anmerkungen                                                |
| ---- | ------------------------------------------------------- | --- | --- | --- | --- | --- | ---------------------------------------------------------- |
| 2002 | Stone Sour Roadrunner Records (IDJ)                     | DE94 (1 Wo.)DE | — | — | UK41 Gold · (2 Wo.)UK | US46 Gold · (27 Wo.)US | Erstveröffentlichung: 27. August 2002 Verkäufe: + 650.000  |
| 2006 | Come What(ever) May Roadrunner Records (IDJ)            | DE18 (6 Wo.)DE | AT13 (8 Wo.)AT | CH25 (5 Wo.)CH | UK27 Gold · (4 Wo.)UK | US4 Platin · (38 Wo.)US | Erstveröffentlichung: 1. August 2006 Verkäufe: + 1.242.500 |
| 2010 | Audio Secrecy Roadrunner Records (WMG)                  | DE3 (7 Wo.)DE | AT5 (6 Wo.)AT | CH7 (3 Wo.)CH | UK6 Silber · (4 Wo.)UK | US6 (11 Wo.)US | Erstveröffentlichung: 3. September 2010 Verkäufe: + 60.000 |
| 2012 | House of Gold & Bones – Part 1 Roadrunner Records (WMG) | DE7 (5 Wo.)DE | AT4 (9 Wo.)AT | CH8 (4 Wo.)CH | UK13 (3 Wo.)UK | US7 (14 Wo.)US | Erstveröffentlichung: 19. Oktober 2012                     |
| 2013 | House of Gold & Bones – Part 2 Roadrunner Records (WMG) | DE3 (5 Wo.)DE | AT3 (5 Wo.)AT | CH7 (4 Wo.)CH | UK11 (3 Wo.)UK | US10 (10 Wo.)US | Erstveröffentlichung: 5. April 2013                        |
| 2017 | Hydrograd Roadrunner Records (AR)                       | DE4 (7 Wo.)DE | AT5 (7 Wo.)AT | CH4 (6 Wo.)CH | UK5 (3 Wo.)UK | US8 (3 Wo.)US | Erstveröffentlichung: 30. Juni 2017                        |

### Livealben
| Jahr | Titel Musiklabel                                     | Anmerkungen                             |
| ---- | ---------------------------------------------------- | --------------------------------------- |
| 2007 | Live in Moscow Roadrunner Records (IDJ)              | Erstveröffentlichung: 14. August 2007   |
| 2019 | Hello, You Bastards: Live in Reno Cooking Vinyl (CV) | Erstveröffentlichung: 13. Dezember 2019 |

### EPs
| Jahr | Titel Musiklabel                                    | Höchstplatzierung, Gesamtwochen, AuszeichnungChartplatzierungen (Jahr, Titel, Musiklabel, Platzierungen, Wochen, Auszeichnungen, Anmerkungen) | Höchstplatzierung, Gesamtwochen, AuszeichnungChartplatzierungen (Jahr, Titel, Musiklabel, Platzierungen, Wochen, Auszeichnungen, Anmerkungen) | Höchstplatzierung, Gesamtwochen, AuszeichnungChartplatzierungen (Jahr, Titel, Musiklabel, Platzierungen, Wochen, Auszeichnungen, Anmerkungen) | Höchstplatzierung, Gesamtwochen, AuszeichnungChartplatzierungen (Jahr, Titel, Musiklabel, Platzierungen, Wochen, Auszeichnungen, Anmerkungen) | Höchstplatzierung, Gesamtwochen, AuszeichnungChartplatzierungen (Jahr, Titel, Musiklabel, Platzierungen, Wochen, Auszeichnungen, Anmerkungen) | Anmerkungen                             |
| Jahr | Titel Musiklabel                                    | DE | AT | CH | UK | US | Anmerkungen                             |
| ---- | --------------------------------------------------- | --- | --- | --- | --- | --- | --------------------------------------- |
| 2015 | Meanwhile In Burbank… Roadrunner Records (WMG)      | — | — | — | — | US78 (1 Wo.)US | Erstveröffentlichung: 18. April 2015    |
| 2016 | Straight Outta Burbank Roadrunner Records (WMG)     | — | — | — | — | — | Erstveröffentlichung: 27. November 2015 |
| 2018 | Hydrograd Acoustic Sessions Roadrunner Records (AR) | — | — | — | — | — | Erstveröffentlichung: 21. April 2018    |

## Singles
| Jahr | Titel Album                                                    | Höchstplatzierung, Gesamtwochen, AuszeichnungChartplatzierungen (Jahr, Titel, Album, Platzierungen, Wochen, Auszeichnungen, Anmerkungen) | Höchstplatzierung, Gesamtwochen, AuszeichnungChartplatzierungen (Jahr, Titel, Album, Platzierungen, Wochen, Auszeichnungen, Anmerkungen) | Höchstplatzierung, Gesamtwochen, AuszeichnungChartplatzierungen (Jahr, Titel, Album, Platzierungen, Wochen, Auszeichnungen, Anmerkungen) | Höchstplatzierung, Gesamtwochen, AuszeichnungChartplatzierungen (Jahr, Titel, Album, Platzierungen, Wochen, Auszeichnungen, Anmerkungen) | Höchstplatzierung, Gesamtwochen, AuszeichnungChartplatzierungen (Jahr, Titel, Album, Platzierungen, Wochen, Auszeichnungen, Anmerkungen) | Anmerkungen                                               |
| Jahr | Titel Album                                                    | DE | AT | UK | US | Rock | Anmerkungen                                               |
| --- | -------------------------------------------------------------- | --- | --- | --- | --- | --- | --------------------------------------------------------- |
| 2003 | Bother Stone Sour                                              | — | — | UK28 (2 Wo.)UK | US56 Gold · (20 Wo.)US | — | Erstveröffentlichung: 3. März 2003 Verkäufe: + 615.000    |
| 2003 | Inhale Stone Sour                                              | — | — | UK63 (2 Wo.)UK | — | — | Erstveröffentlichung: 7. Juli 2003                        |
| 2006 | Through Glass Come What(ever) May                              | DE95 (2 Wo.)DE | — | UK98 Silber · (1 Wo.)UK | US39 Platin · (26 Wo.)US | — | Erstveröffentlichung: 22. Juli 2006 Verkäufe: + 1.530.000 |
| 2010 | Say You’ll Haunt Me Audio Secrecy                              | — | — | — | — | Rock1 (49 Wo.)Rock | Erstveröffentlichung: 13. Juli 2010                       |
| 2010 | Digital (Did You Tell) Audio Secrecy                           | — | — | — | — | Rock33 (12 Wo.)Rock | Erstveröffentlichung: 5. November 2010                    |
| 2011 | Hesitate Audio Secrecy                                         | — | — | — | — | Rock21 (20 Wo.)Rock | Erstveröffentlichung: 11. Februar 2011                    |
| 2012 | Gone Souvereign / Absolute Zero House of Gold & Bones – Part 1 | — | — | — | — | Rock26 (20 Wo.)Rock | Erstveröffentlichung: 24. August 2012 Verkäufe: + 35.000  |
| 2013 | Do Me a Favor House of Gold & Bones – Part 2                   | — | — | — | — | — | Erstveröffentlichung: 12. Februar 2013                    |
| 2017 | Song #3 Hydrograd                                              | — | — | — | — | Rock13 (20 Wo.)Rock | Erstveröffentlichung: 27. April 2017 Verkäufe: + 75.000   |
| 2017 | Fabuless Hydrograd                                             | — | — | — | — | — | Erstveröffentlichung: 27. April 2017                      |
| 2017 | Taipei Person/Allah Tea Hydrograd                              | — | — | — | — | — | Erstveröffentlichung: 2. Juni 2017                        |
| 2018 | Burn One Turn One Hydrograd (Deluxe)                           | — | — | — | — | — | Erstveröffentlichung: 22. Juni 2018                       |
| 2019 | Absolute Zero (Live) Hello, You Bastards: Live in Reno         | — | — | — | — | — | Erstveröffentlichung: 6. November 2019                    |
| 2019 | Whiplash Pants (Live) Hello, You Bastards: Live in Reno        | — | — | — | — | — | Erstveröffentlichung: 9. Dezember 2019                    |
| Folgende Lieder erschienen nicht als Single, wurden aber durch das Album zum Download und Streaming bereitgestellt und konnten somit eine Platzierung erlangen: |                                                                | | | | | |                                                           |
| |                                                                | | | | | |                                                           |
| 2013 | Tired House of Gold & Bones – Part 1                           | — | — | — | — | Rock50 (1 Wo.)Rock |                                                           |

grau schraffiert: keine Chartdaten aus diesem Jahr verfügbar

## Videografie

### Videoalben
| Jahr | Titel Musiklabel                    | Anmerkungen                |
| ---- | ----------------------------------- | -------------------------- |
| 2012 | Live at Brighton Roadrunner Records | Erstveröffentlichung: 2012 |

### Musikvideos
| Jahr | Titel                                               | Regie                         |
| ---- | --------------------------------------------------- | ----------------------------- |
| 2002 | Get Inside                                          | Hal Carter                    |
| 2003 | Bother                                              | Gregory Dark                  |
| 2003 | Inhale                                              | Gregory Dark und Corey Taylor |
| 2006 | Reborn                                              | unbekannt                     |
| 2006 | 30/30-150                                           | P. R. Brown                   |
| 2006 | Through Glass                                       | Tony Pretossian               |
| 2007 | Sillyworld                                          | unbekannt                     |
| 2007 | Made of Scars                                       | Doug Spangenberg              |
| 2010 | Say You’ll Haunt Me                                 | P. R. Brown                   |
| 2010 | Digital (Did you Tell)                              | P. R. Brown                   |
| 2011 | Hesitate                                            | P. R. Brown                   |
| 2012 | Gone Sovereign                                      | P. R. Brown                   |
| 2012 | Absolute Zero                                       | P. R. Brown                   |
| 2013 | Do Me a Favor                                       | Phil Mucci                    |
| 2013 | Tired                                               |                               |
| 2015 | The Dark                                            |                               |
| 2016 | Zzyzx Rd.                                           | Mark Moore                    |
| 2017 | Fabuless                                            | P.R. Brown                    |
| 2017 | Song # 3                                            | Ryan Valdez                   |
| 2017 | Rose Red Violent Blue (This Sons Is Dumb & So Am I) | Ryan Valdez                   |
| 2018 | St. Marie                                           | Mark Klasfeld                 |
| 2018 | Knievel Has Landed                                  |                               |
| 2019 | Whiplash Pants                                      |                               |

## Promoveröffentlichungen
Promo-Singles
- 2002: Get Inside
- 2006: 30/30-150
- 2007: Sillyworld
- 2007: Made of Scars
- 2007: Zzyzx Rd.

Freetracks
- 2010: Mission Statement

## Sonderveröffentlichungen
Soundtrackbeiträge
- 2002: Bother – Spider-Man
- 2011: The Pessimist – Transformers 3

## Statistik

### Chartauswertung
|                     | DE    | AT    | CH    | UK    | US    |
| ------------------- | ----- | ----- | ----- | ----- | ----- |
| Nummer-eins-Alben   | DE—DE | AT—AT | CH—CH | UK—UK | US—US |
| Top-10-Alben        | DE4DE | AT4AT | CH4CH | UK2UK | US5US |
| Alben in den Charts | DE6DE | AT5AT | CH5CH | UK6UK | US7US |

|                       | DE    | AT    | CH    | UK    | US    |
| --------------------- | ----- | ----- | ----- | ----- | ----- |
| Nummer-eins-Singles   | DE—DE | AT—AT | CH—CH | UK—UK | US—US |
| Top-10-Singles        | DE—DE | AT—AT | CH—CH | UK—UK | US—US |
| Singles in den Charts | DE1DE | AT—AT | CH—CH | UK3UK | US2US |

### Auszeichnungen für Musikverkäufe
| Goldene Schallplatte - Australien - 2024: für die Single Absolute Zero - 2024: für die Single Bother - 2024: für die Single Song #3 - 2024: für das Lied Wicked Game - 2024: für das Album Come What(ever) May - Kanada - 2021: für die Single Absolute Zero - 2021: für die Single Song #3 - 2024: für das Lied Wicked Game - 2024: für das Album Stone Sour - Neuseeland - 2016: für das Album Come What(ever) May | Platin-Schallplatte - Kanada - 2024: für die Single Bother - 2024: für das Album Come What(ever) May - Neuseeland - 2021: für die Single Through Glass 2× Platin-Schallplatte - Australien - 2024: für die Single Through Glass - Kanada - 2021: für die Single Through Glass |

Anmerkung: Auszeichnungen in Ländern aus den Charttabellen bzw. Chartboxen sind in ebendiesen zu finden.
| Land/RegionAuszeichnungen für Musikverkäufe (Land/Region, Auszeichnungen, Verkäufe, Quellen) | Silber     | Gold       | Platin     | Verkäufe  | Quellen              |
| -------------------------------------------------------------------------------------------- | ---------- | ---------- | ---------- | --------- | -------------------- |
| Australien (ARIA)                                                                            | —          | 5× Gold5   | 2× Platin2 | 335.000   | aria.com.au          |
| Kanada (MC)                                                                                  | —          | 4× Gold4   | 4× Platin4 | 510.000   | musiccanada.com      |
| Neuseeland (RMNZ)                                                                            | —          | Gold1      | 2× Platin2 | 37.500    | radioscope.co.nz NZ2 |
| Vereinigte Staaten (RIAA)                                                                    | —          | 2× Gold2   | 2× Platin2 | 3.000.000 | riaa.com             |
| Vereinigtes Königreich (BPI)                                                                 | 2× Silber2 | 2× Gold2   | —          | 460.000   | bpi.co.uk            |
| Insgesamt                                                                                    | 2× Silber2 | 14× Gold14 | 9× Platin9 |           |                      |